# Derectaotus mjobergi
Derectaotus mjobergi är en insektsart som först beskrevs av Lucien Chopard 1932.  Derectaotus mjobergi ingår i släktet Derectaotus och familjen Mogoplistidae. Inga underarter finns listade i Catalogue of Life.